# La Brillanne
Brillanne – miejscowość i gmina we Francji, w regionie Prowansja-Alpy-Lazurowe Wybrzeże, w departamencie Alpy Górnej Prowansji.

## Demografia
Według danych na rok 1990 gminę zamieszkiwało 649 osób, a gęstość zaludnienia wynosiła 90 osób/km². W styczniu 2015 r. Brillanne zamieszkiwało 1037 osób, przy gęstości zaludnienia wynoszącej 143,8 osób/km².